# Jean-Eudes Dubé
Jean-Eudes Dubé PC QC (* 6. Juni 1926 in La Matapédia, Québec; † 5. Januar 2019 in Ottawa) war ein  kanadischer Jurist und Politiker der Liberalen Partei.

## Leben
Nach dem Schulbesuch absolvierte Dubé ein Studium der Philosophie und schloss dieses Studium mit einem Bachelor of Arts (B.A.) sowie einem Bachelor (B.Ph.) und Lizenziat (L.Ph.) in Philosophie ab. Ein anschließendes postgraduales Studium der Rechtswissenschaften beendete er nicht nur mit einem Bachelor of Civil Law (B.C.L.) und einem Bachelor of Laws (LL.D.), sondern auch mit einem Doktor der Rechte (LL.D.). Danach war er als Rechtsanwalt sowie Barrister tätig.
Dubé war zuerst in der Kommunalpolitik tätig und von 1959 bis 1963 Mitglied des Stadtrates von Campbellton. Nachdem er bei einer Nachwahl im Mai 1961 eine Niederlage erlitt, begann er seine bundespolitische Laufbahn als Kandidat der Liberalen Partei bei der Wahl vom 18. Juni 1962, als er im Wahlkreis Restigouche-Madawaska als Mitglied in das Unterhaus gewählt wurde und diesem bis zu seinem Mandatsverzicht am 8. April 1975 angehört hatte, wobei er zuletzt seit der Unterhauswahl vom 25. Juni 1968 den Wahlkreis Restigouche vertrat. Während seiner Mitgliedschaft im Parlament war er von Januar 1966 bis April 1968 Vorsitzender des Ständigen Unterhausausschusses für Auswärtige Angelegenheiten.
Im Juli 1968 berief ihn Premierminister Pierre Trudeau als Minister für Veteranenangelegenheiten in das 20. Bundeskabinett berufen. Nach einer Kabinettsumbildung war er anschließend von Januar 1972 bis August 1974 Minister für öffentliche Arbeiten sowie zugleich im September 1972 für einige Tage kommissarische Minister für Nationale Verteidigung.
Nach seinem Ausscheiden aus dem Unterhaus wurde er im April 1975 Richter am Federal Court of Canada.